# Burg Buchschachen
Burg Buchschachen ist eine aus mehreren Teilen bestehende abgegangene Burganlage in Buchschachen (Gemeinde Markt Allhau) im Burgenland.

## Geschichte
Im Jahr 1263 wurde vom ungarischen König Béla IV. an einen Tiba, Bruder des Georg Köveskúti, wegen militärischer Verdienste ein damals unbewohntes Waldstück (ungarisch: „Sah“, deutsch: „Schachen“) im Norden von Allhau verliehen. Die Reste einer Hausberganlage aus dieser Zeit befinden sich in einer Schlucht östlich des Ortes, genannt Schloßriegel. Sie gehen vermutlich auf die von Tiba errichtete Burg zurück, welche im Jahre 1291 im Frieden von Hainburg unterging. Möglich ist aber auch, dass sich diese Burg an der Stelle einer weiteren verfallenen Wehranlage befand, die ganz in der Nähe auf der Taborhöhe liegt. Erwähnt ist jedenfalls eine weitere Zerstörung der Burg Burgschachen in der Walseer Fehde 1411. Die Buchschachener Herrschaft wurde 1540 im Schlaininger Urbar als „Puechschachen“ erwähnt. Sie ging im Jahr 1574 vollständig in der Herrschaft Schlaining auf.